# Skylab (álbum)
Skylab, também retroativamente denominado Skylab I, é o segundo álbum de estúdio do cantor brasileiro Rogério Skylab, e o primeiro de sua série de dez álbuns epônimos e numerados. Foi lançado de forma independente em 1999 e produzido por Robertinho de Recife (célebre por suas colaborações anteriores com Xuxa Meneghel, Hermeto Pascoal, Fagner e Geraldo Azevedo, entre outros), que também contribuiu com a guitarra e com os arranjos. O álbum é notório por incluir a canção mais conhecida de Skylab, "Matador de Passarinho", entre outros sucessos que viriam a se tornar ubíquos em suas apresentações ao vivo, tais quais "Motosserra", "Matadouro de Almas", "Funérea" e "Naquela Noite", esta última regravada de seu disco anterior, Fora da Grei. "Pedigree" viria a ser regravada 23 anos depois para Caos e Cosmos, Vol. 2.
O álbum pode ser baixado gratuitamente no site oficial de Skylab. Em 2022 foi relançado numa edição limitada em vinil pela Bilesky Discos.

## Antecedentes
Sete anos após o lançamento de seu début criticamente aclamado, Fora da Grei, Skylab pensou ser conveniente assinar com uma gravadora a fim de realizar um de seus "maiores sonhos", então buscou a ajuda de Robertinho de Recife já que, "[à época,] era ele quem indicava às grandes gravadoras um novo nome". Porém, assim que o disco saiu, Skylab ficou levemente insatisfeito com o produto final, alegando que seu envolvimento criativo foi mínimo e que continha "teclados demais", o que o levou a desistir de assinar com gravadoras e adotar um "método faça você mesmo" para seus próximos lançamentos.

## Recepção
O Brazilian Music Review fez uma crítica favorável a Skylab, dizendo que "harmonicamente as músicas deixam muito por esperar, mas no quesito estilo, o autor consegue muito se expressar bem" e que "apesar das músicas possuírem nomes tenebrosos, e até mesmo letras tenebrosas, o ar cômico e o estilo de canto Sprechgesang mudam totalmente o ar sombrio".

## Faixas
Todas as faixas escritas e compostas por Rogério Skylab. 
| N.º | Título                  | Duração |  |
| 1.  | "Motosserra"            | 3:29    |  |
| 2.  | "Urubu"                 | 4:37    |  |
| 3.  | "Matador de Passarinho" | 2:33    |  |
| 4.  | "Matadouro de Almas"    | 3:51    |  |
| 5.  | "Derrame"               | 2:46    |  |
| 6.  | "No Cemitério"          | 3:05    |  |
| 7.  | "Funérea"               | 3:20    |  |
| 8.  | "Naquela Noite"         | 4:15    |  |
| 9.  | "Vampiro Mordido"       | 2:52    |  |
| 10. | "Pedigree"              | 3:45    |  |
| 11. | "Carne Humana"          | 3:30    |  |

## Créditos
- Rogério Skylab – vocais
- Luiz Antônio – teclado
- Robertinho de Recife – guitarra, arranjos, produção
- Marcos Petrilo – produção executiva